# Melania Alvarez
Pour les articles homonymes, voir Alvarez.
Melania Alvarez de Adem est une mathématicienne et universitaire mexicaine-canadienne, coordonnatrice de l'éducation au Pacific Institute for the Mathematical Sciences et de la sensibilisation au sein du département de mathématiques de l'université de la Colombie-Britannique à Vancouver.

## Biographie
Melania Alvarez passe sa jeunesse à Mexico, où elle obtient une licence à l'université nationale autonome du Mexique. Elle poursuit ses études aux États-Unis, où elle obtient une maîtrise en économie et anthropologie de l'université du Wisconsin à Madison et en recherche opérationnelle à l'université Stanford,. En 2016, elle soutient une thèse de doctorat en enseignement des mathématiques à l'université Simon Fraser sous la supervision du mathématicien Peter Liljedahl.

## Activités de sensibilisation
Melania Alvarez développe des camps d'été en mathématiques destinés à améliorer le niveau mathématique des élèves autochtones du secondaire,. Elle est la lauréate 2012 du prix Adrien Pouliot, décerné par la Société mathématique du Canada pour ses contributions importantes à l'enseignement des mathématiques dans ce pays.  
Sa prise de conscience de la nécessité d'aider en  mathématiques les élèves issus de minorités défavorisées se fait à partir d'un incident de discrimination raciale dont son fils a été victime à Madison : celui-ci avait été orienté dans une filière de mathématiques de niveau inférieur à ses capacités, en raison de ses origines mexicaines. Elle prend un poste à l'université Fraser à Vancouver en 2004, et met en place son programme de camp estival de mathématiques à l'université en 2007.  
Elle est également active dans l'organisation de concours de mathématiques, d'ateliers et de collecte de fonds pour l'enseignement des mathématiques au Canada,.